# The Cong-Viettel FC
El The Cong-Viettel FC anteriormente CLB Viettel (originalmente conocido como Câu lạc bộ bóng đá Viettel; y en español como Club de Piedra de Viettel) es un equipo de fútbol de Vietnam que juega en la V-League, la liga de fútbol más importante del país.

## Historia
Fue fundado en el año 1954 en la capital Hanói por el Ejército de Vietnam. Su nombre era el colectivo de deportes en los que participaba el ejército, demostrando su capacidad, haciendo al equipo uno de los mejores en la historia de Vietnam y contaba con el grupo de aficionados más leal del país. 
Para la temporada 2009, el equipo fue vendido a la empresa Viettel Mobile y cambió su nombre por el de Viettel FC, pero 1 año después se fusionó con el Lam Sơn Thanh Hóa para crear 1 equipo que jugara en la V-League, donde algunos de los jugadores aceptaron la idea, pero otros protestaron la decisión.
En 2016 el equipo regresó al fútbol profesional después de ganar el ascenso a la V.League 2.
En 2018 ganó el campeonato V.League 2 y volvió al nivel superior nacional V.League 1. También cambiaron nuevamente al famoso nombre Thể Công cuando comenzó el torneo.
En 2019 decidió ponerle al actual llamado CLB Viettel.
El 21 de noviembre de 2023, el Ministerio de Defensa Nacional dueño del nombre The Cong aceptó la propuesta de cambiar el nombre del club Viettel a The Cong-Viettel, la decisión de cambiar el nombre del equipo fue tomada por los dirigentes del Ministerio de Defensa Nacional e Industria y el Grupo de Telecomunicaciones (Viettel).
Ganó 5 títulos de Liga, 3 veces finalista de la Copa y 13 veces campeón de la Liga de Vietnam del Norte y 1 supercopa.
A nivel internacional participó en 3 torneos continentales, donde su mejor participación fue en la Copa de Clubes de Asia del año 2000, donde fue eliminado en la Segunda ronda por el Suwon Samsung Bluewings de Corea del Sur.

## Palmarés
- V-League: 6

1981-1982, 1982-1983, 1987, 1990, 1998, 2020
- Liga de Vietnam del Norte: 13 (1955-1979)

1956, 1958, 1968, 1969, 1971, 1972, 1973, 1974, 1975, 1976, 1977, 1978, 1979
- Copa de Vietnam: 0
  - Finalista: 3

1992, 2004, 2009
- Supercopa de Vietnam: 1

1999
- Festival Deportivo de Vietnam: 1

2002
- Primera Liga: 1

2007
- Army ASEAN: 1

2004
- - Finalista: 1

1999

## Participación en competiciones de la AFC
| Temporada | Torneo                 | Ronda           | Club                    | Casa              | Visita | Global   |
| --------- | ---------------------- | --------------- | ----------------------- | ----------------- | ------ | -------- |
| 1999–2000 | Copa de Clubes de Asia | 1               | Happy Valley AA         | w.o.              |        |          |
| 1999–2000 | Copa de Clubes de Asia | 2               | Suwon Samsung Bluewings | 1–1               | 0–6    | 1–7      |
| 2021      | AFC Champions League   | Grupo F         | Ulsan Hyundai           | 0–1               | 3–0    | 3° Lugar |
| 2021      | AFC Champions League   | Grupo F         | Kaya-Iloilo             | 1–0               | 0–5    | 3° Lugar |
| 2021      | AFC Champions League   | Grupo F         | BG Pathum United        | 1–3               | 0–2    | 3° Lugar |
| 2022      | AFC Cup                | Grupo I         | Young Elephants         | 5–1               | 5–1    | 1° Lugar |
| 2022      | AFC Cup                | Grupo I         | Phnom Penh Crown        | 1–0               | 1–0    | 1° Lugar |
| 2022      | AFC Cup                | Grupo I         | Hougang United          | 5–2               | 5–2    | 1° Lugar |
| 2022      | AFC Cup                | Semifinal Zonal | Kuala Lumpur City       | 0–0 (aet) (5–6 p) |        |          |

## Jugadores

### Jugadores destacados
| - Nguyễn Thế Anh - Nguyễn Cao Cường - Đỗ Mạnh Dũng - Vương Tiến Dũng - Nguyễn Trọng Giáp - Trương Việt Hoàng - Quản Trọng Hùng - Thạch Bảo Khanh - Trần Văn Khánh - Phan Văn Mỵ - Ngô Xuân Quýnh - Nguyễn Hồng Sơn - Đặng Phưong Nam - Đỗ Văn Phúc - Phạm Như Thuần - Nguyễn Đức Thắng - Robert Nita |

## Entrenadores
- Lê Thụy Hải (1/2009-5/2009)
- Vương Tiến Dũng (10/2008-1/2009)
- Quản Trọng Hùng (2001-?)
- Branko Radovic ( ?-7/11/2003)
- Phan Văn Mỵ (7/11/2003-?)
- Tomas Viczko (10/2006-?)
- György Gálhidi (31/7/2007 - 01/09/2008)
- Vương Tiến Dũng (16/9/2008-presente)